# Gulkronad amazon
Gulkronad amazon (Amazona ochrocephala) är en fågel i familjen västpapegojor inom ordningen papegojfåglar.

## Utseende och läte
Gulkronad amazon är en stor och grön papegoja med kort stjärt. Den gula fläcken på hjässan som gett arten dess namn är vanligen tydlig men kan vara relativt liten. I flykten syns röda fläckar på armpennor och rött även på skuldrorna. Liknande mjölamazonen är större och saknar gula hjässan. 

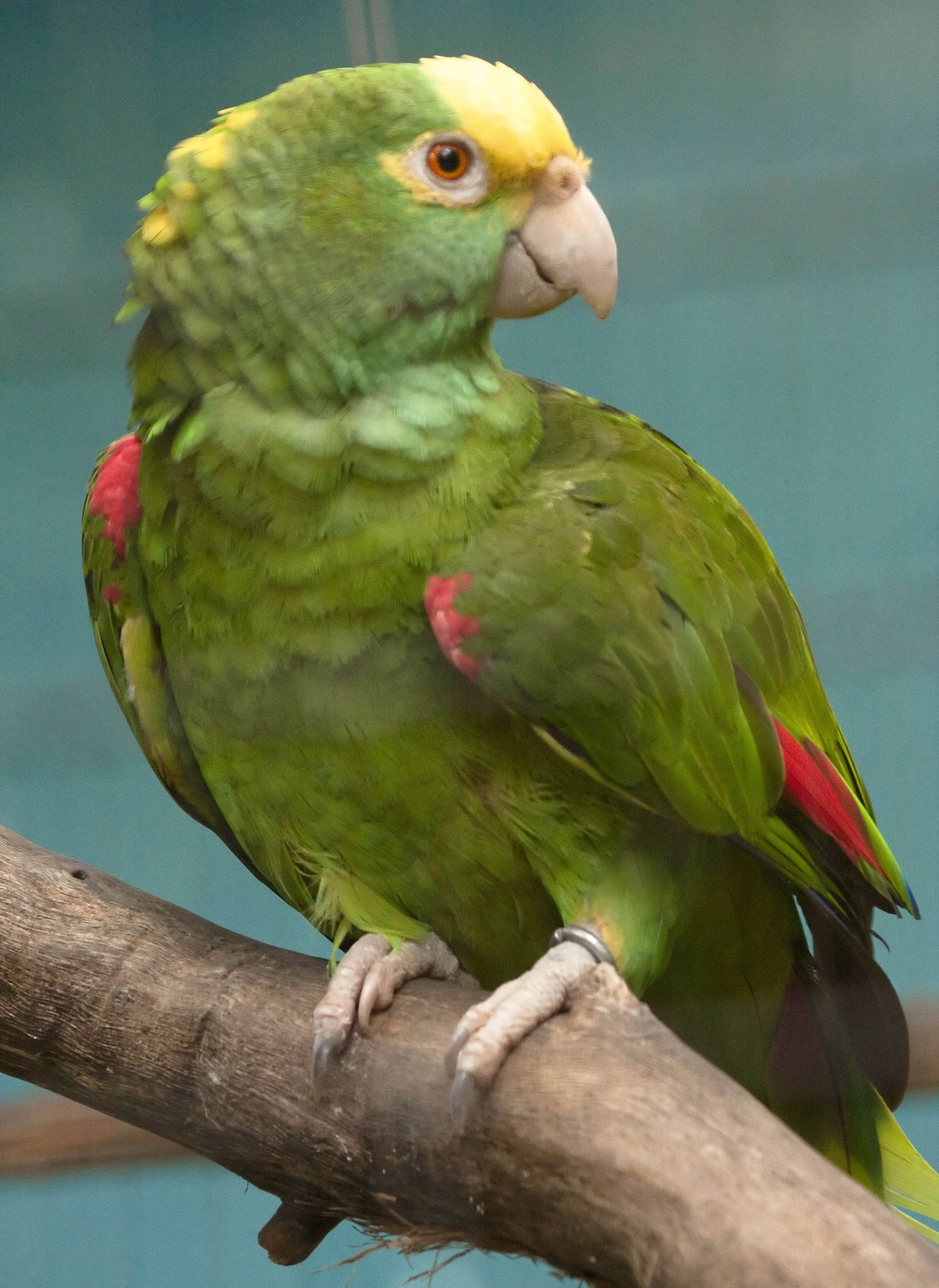

## Utbredning och systematik
Gulkronad amazon delas in i fyra underarter med följande utbredning:
- Amazona ochrocephala panamensis – Pärlöarna och från västra Panama till nordvästra Colombia
- Amazona ochrocephala ochrocephala – östra Colombia till Venezuela, Guyanaregionen, Trinidad och norra Brasilien
- Amazona ochrocephala xantholaema – ön Marajó vid Amazonflodens mynning i norra Brasilien
- Amazona ochrocephala nattereri – södra Colombia till östra Ecuador, östra Peru, norra Bolivia och västra Brasilien

## Levnadssätt
Gulkronad amazon hittas i skogsområden. Där ses den vanligen sitta i trädkronorna eller flygande i par eller småflockar över trädtaket.

## Övrigt
Gulkronade amazonen är vanlig som sällskapsfågel.

## Status och hot
Arten har ett stort utbredningsområde, men tros minska i antal, dock inte tillräckligt kraftigt för att den ska betraktas som hotad. Internationella naturvårdsunionen IUCN listar arten som livskraftig (LC).

## Namn
Släktesnamnet Amazona, och därmed det svenska gruppnamnet, kommer av att Georges-Louis Leclerc de Buffon kallade olika sorters papegojor från tropiska Amerika Amazone, helt enkelt för att de kom från området kring Amazonfloden. Ursprunget till flodens namn i sin tur är omtvistat. Den mest etablerade förklaringen kommer från när kvinnliga krigare attackerade en expedition på 1500-talet i området ledd av Francisco de Orellana. Han associerade då till amasoner, i grekisk mytologi en stam av iranska kvinnokrigare i Sarmatien i Skytien. Andra menar dock att namnet kommer från ett lokalt ord, amassona, som betyder "förstörare av båtar".